# TYPO3
TYPO3 es un software libre de portal y gestión de contenidos bajo la licencia libre GPL.
Es el fruto de varios años de trabajo de Kasper Skårhøj. El producto vio la luz a finales de 2000, con la participación de una comunidad muy activa que se desarrolló, en primer lugar en los países nórdicos y germánicos y después en Francia, Estados Unidos y Canadá.

## Gestión de contenidos y portal
Es una herramienta sobre todo de gestión de contenido muy completa. Permite realizar enteramente un sitio web de contenidos, con todo lo que eso implica: estructura multinivel, motor de búsquedas, gestión de autoría y publicación de contenidos, mecanismo de uso de plantillas para la maquetación de páginas, etc. Pero es también un portal. Administra, en particular, la personalización de las páginas según la identidad de los usuarios, es decir sabe integrar una selección de contenidos en una misma página, según los derechos del usuario identificado.
Es enteramente extensible por módulos, pueden ser módulos de gestión en la interfaz de administración - gestión básica MySQL, gestión de servidor LDAP –o módulos orientados usuario, incluidos en el sitio- encuestas, foros, calendario, noticias, búsquedas...
La extensibilidad y el gran número de módulos disponibles hacen de TYPO3 una herramienta de gran importancia. Aunque la calidad de los módulos es desigual, existen numerosas aportaciones interesantes que permiten aplicar a menor coste nuevas funcionalidades para un portal. Realizar un portal con TYPO3 permite mezclar estrechamente contenido y módulos de personalización, integración de información y módulos externos, administrando al mismo tiempo de una única manera los derechos de edición y publicación.

## Tecnología
Está desarrollado en PHP. Suele desplegarse sobre sistemas operativos GNU/Linux combinados con el popular servidor web Apache. Además, se integra con varias bases de datos como MySQL, PostgreSQL, Oracle y Microsoft SQL Server. Se clasifica, por tanto, como software LAMP (Linux, Apache, MySQL y PHP).

## Accesibilidad
Las webs creadas con TYPO3 pueden alcanzar los niveles de accesibilidad AA o AAA, siempre que los administradores/diseñadores sepan ajustar el XHTML y CSS como es debido. Actualmente existen muchas webs creadas con TYPO3 que cumplen niveles de accesibilidad AA y AAA.

## Instalación
Realmente instalarlo en un Proveedor de servicios de Internet (ISP) es una tarea titánica, si es que uno no tiene acceso al shell. El instalador no es para nada amigable como lo es el de Joomla. Por ejemplo, si tu ISP no soporta conexiones persistentes de MySQL (mysql_pconnect), o sea, la mayoría, deberás editar todos los archivos que hablen de dicho comando y reemplazarlo por mysql_connect.